# سوازنا خيمينيز
سوازنا خيمينيز (بالإسبانية: Susana Giménez)‏ هي مذيعة وعارضة وممثلة أرجنتينية، ولدت في 29 يناير 1944 ببوينس آيرس في الأرجنتين.

## وصلات خارجية
- سوازنا خيمينيز على موقع IMDb (الإنجليزية)
- سوازنا خيمينيز على موقع تيرنر كلاسيك موفيز (الإنجليزية)
- سوازنا خيمينيز على موقع أول موفي (الإنجليزية)
- سوازنا خيمينيز على موقع قاعدة بيانات الفيلم (الإنجليزية)